# Thalamoporella distorta
Thalamoporella distorta är en mossdjursart som beskrevs av Osburn 1940. Thalamoporella distorta ingår i släktet Thalamoporella och familjen Thalamoporellidae. Inga underarter finns listade i Catalogue of Life.